# Vanglap

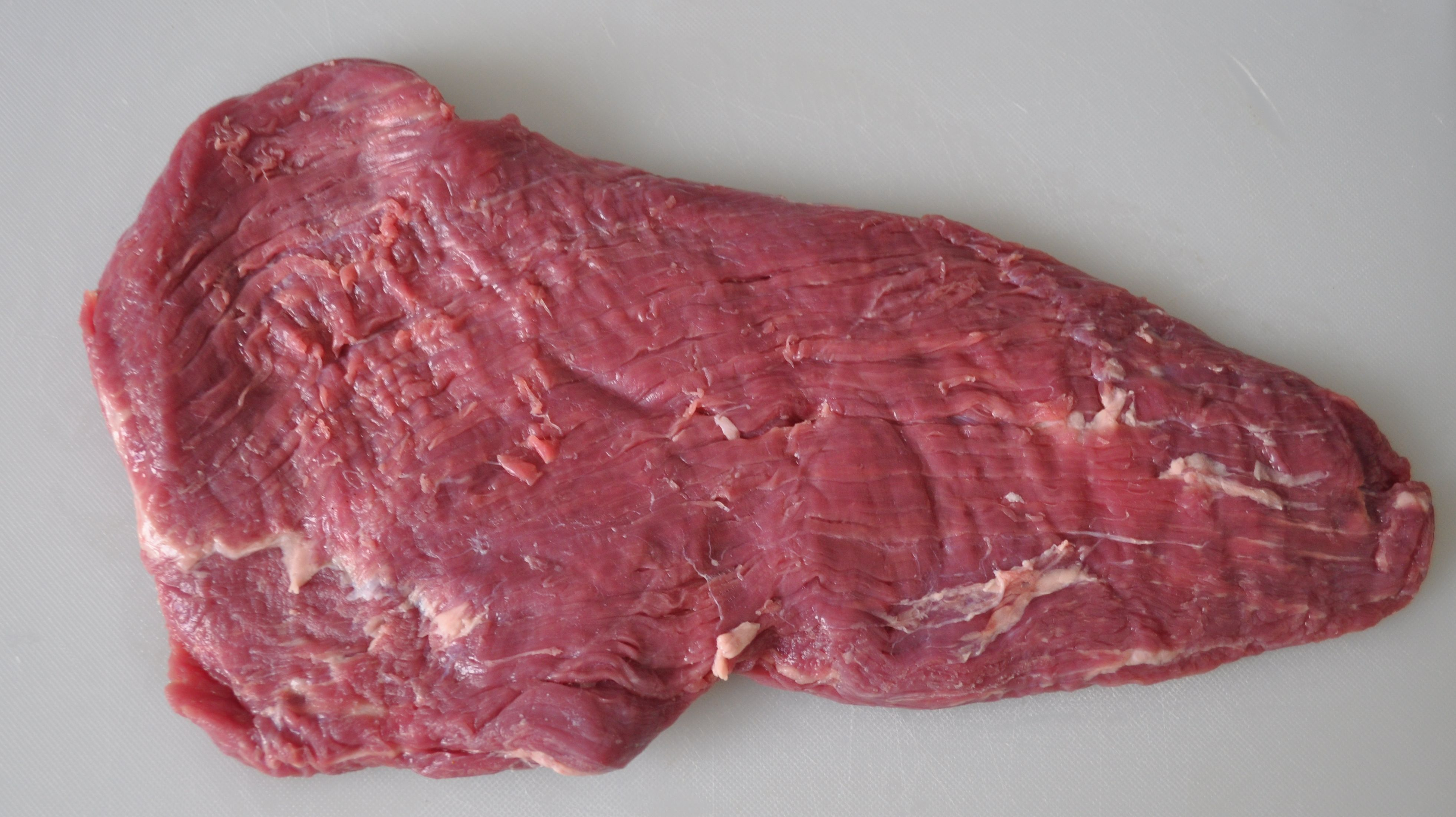
Vanglap

Vanglap, vinkelap of bavette is een vorm van mager rundvlees.
Het is de dikke rand vlees in de vang van de koe. Het vlees heeft een lange, grove draad. Het werd door consumenten vaak niet mals genoeg geacht en daarom vooral verwerkt tot gehakt of stoofvlees. Het is echter ook als aparte vleessoort verkrijgbaar. In sommige landen, bijvoorbeeld Frankrijk, is het al langere tijd populair. Bij de voor vlees gefokte koeien is dit type vlees inmiddels bijna zo mals als biefstuk en kan het bijna rauw gegeten worden. Door liefhebbers wordt het als een delicatesse gezien vanwege de volle smaak en structuur.
Door de lange, grove draden (vezels) wordt aangeraden het vlees na de bereiding met een scherp mes dwars op de draad van het vlees in te snijden. Zo behoudt het zijn malsheid en gaan er geen sappen verloren. 